# 宇宙大作戦
『宇宙大作戦』（うちゅうだいさくせん、英: Star Trek:The Original Series、略称:TOS）は、アメリカのSFメディア・フランチャイズ『スタートレック』の最初のテレビドラマシリーズである。
ジーン・ロッデンベリーが制作し、NBC系列において1966年から1969年まで全3シーズンが放送された。23世紀を舞台に、宇宙船U.S.S.エンタープライズ号とその乗組員の冒険を描いている。
本作をきっかけに、7本のテレビドラマ、3本のテレビアニメ、13本の映画が制作されており、加えて、ノベライズ版を始めとした多数の書籍およびゲームや玩具等からなるメディア・フランチャイズが生まれ、現在では高い人気と影響力を持つテレビドラマの1つとして広く知られている。

## 概要

### 沿革
本作は、ジーン・ロッデンベリーの番組制作会社であるノルウェー・コーポレーションとデシル・プロダクションとの提携によって制作され、1966年9月よりNBC系列で放送が開始された。1968年1月以降はデシル・プロダクションを買収したパラマウント・テレビジョンが制作と提携を引き継いでいる。
放映当時は視聴率が伸び悩み、第2シーズンでの打ち切りが囁かれるほどであった。ファンによる手紙での継続嘆願運動などにより、辛うじて第3シーズンへ継続できたものの、放映時間の変更や予算削減、それに伴う内容の方針転換から更なる視聴率の低下を招き、結局このシーズンで打ち切りが決定し、1969年6月に放送を終了した。しかしその後、番組販売による再放送が始まると、次第にアメリカ全土でファンを獲得し、ニューヨークなどの大都市でコンベンションが開かれるなど、カルトクラシックの地位を獲得しつつ大衆文化に影響を与えるに至った。

本作の版権を持っていたパラマウント映画では、ロッデンベリーに続編の制作を依頼し、テレビアニメ『まんが宇宙大作戦』が1973年9月から放送されるも、依然として実写でのシリーズ復活を求めるファンの声は大きかった。1975年5月、ロッデンベリーはパラマウント映画と劇場版の制作の契約を結び"Star Trek: The God Thing"の企画が立ち上がるが、宗教色の強い内容にパラマウント側が難色を示したためこの企画は消滅した。1976年9月、新たに雇われた脚本家達によって"Star Trek: Planet of the Titans"の企画が立ち上がるが、この企画もまた草稿台本に了承が出ずに消滅している。1977年にはテレビドラマ『スタートレック:フェイズII』の企画が立ち上がり、1978年春からの放送がパラマウント・テレビジョン・サービスによって告知される。ところが、同年より『スター・ウォーズ』の大ヒットを契機としたSF映画ブームが生じたため、改めて映画へ企画が再変更され、1979年12月、劇場版第1作『スター・トレック』として公開されるに至った。この劇場版第1作は莫大な制作費の回収さえ至らなかったものの、パラマウント映画が制作費を抑えつつ続編を企画するには十分で、その後も映画が継続して作られるようになった。

### 作風
本作は、西部開拓ドラマの宇宙版として構想されたため、スペース・ウェスタンの要素が含まれている。また、従来のSFドラマに比べ人間ドラマの要素が濃いことから、普遍的なテーマを扱うことが多い。登場人物に、アメリカ人、アフリカ民族、スコットランド人、ロシア人、アジア人など各民族を配し、女性も主要キャラクターに含めるなど、差別のない時代を描いている。特に、ニシェル・ニコルズ演じるウフーラは、アフリカのバンツー族出身で艦隊士官という設定であったため、黒人への差別意識が根強かった放送当時は画期的なキャラクターとして捉えられた。黒人達の中でも、とりわけ黒人女性達に大きな希望を与えたといわれている。また、第65話「キロナイドの魔力」における白人と黒人のキスシーンは、当時としては常識破りであったため、物議を醸した。

### デジタルリマスター版
2006年には、アメリカでの放送40周年を記念して、デジタルリマスター版の制作と放送がCBSパラマウントテレビジョンによって同時に進められた。劣化したフィルムに画像処理と音響処理を施し、特撮シーンはCGに置き換えて再合成されたもので、制作を終える2009年まで2シーズンに分けて放送された。日本では2007年にNHKBS2が初めて放送し、その後はスーパー!ドラマTV等にて放送が続けられている。現在では放送や動画配信の大半がデジタルリマスター版に切り替わっており、当時の特撮シーンを視聴できないという点で注意を要する。なお、特撮シーンの差し替えが行われていないバージョンも存在し、デジタルリマスター版ブルーレイでは両者を切り替えて視聴することが可能になっている。

## ストーリー

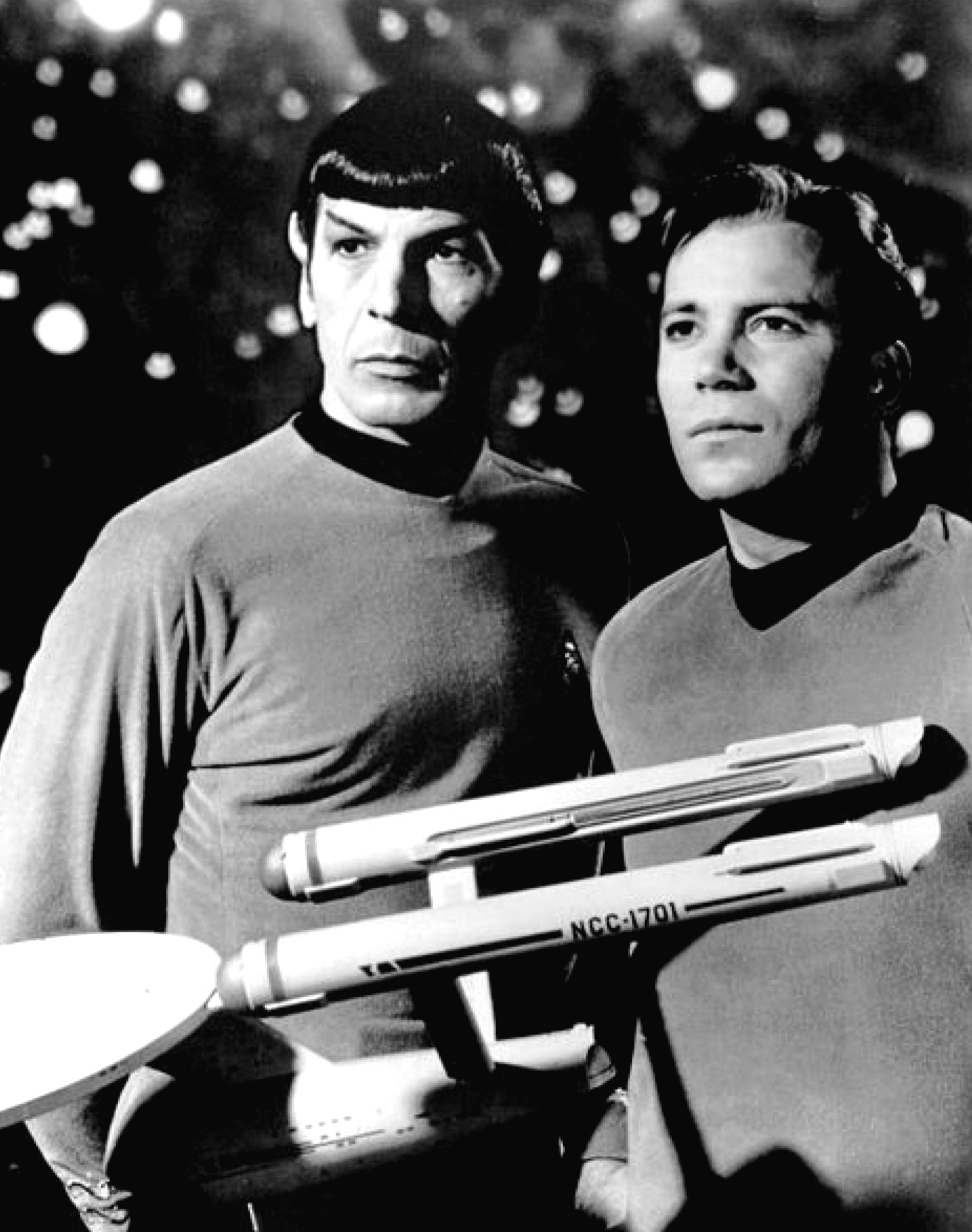
スポック（左）とカーク（右）、下部に写るのが宇宙船U.S.S.エンタープライズ号の模型。

舞台は23世紀（2260年代）の天の川銀河。超光速航行技術を開発した地球人はバルカン人など複数の種族と共に惑星連邦を結成している。その惑星連邦を防衛し、深宇宙探査・外交・巡視・救難などあらゆる任務を行うのが宇宙艦隊であり、その宇宙艦隊の最新鋭艦が、船長のジェームズ・T・カーク（ウィリアム・シャトナー）、副長兼科学士官のスポック（レナード・ニモイ）、医療主任のレナード・マッコイ（デフォレスト・ケリー）らが乗り組む宇宙船U.S.S.エンタープライズ号である。
オープニング映像の初めに、カーク船長を演じるウィリアム・シャトナーが任務の目的を語る。
| 「 | Space: the final frontier. These are the voyages of the starship Enterprise. Its five-year mission: to explore strange new worlds, to seek out new life and new civilizations, to boldly go where no man has gone before. | 」 |

日本での放映時には以下の意訳がなされ、吹替は若山弦蔵が担っている。
| 「 | 宇宙、それは人類に残された最後の開拓地である。そこには人類の想像を絶する新しい文明、新しい生命が待ち受けているに違いない。これは人類最初の試みとして5年間の調査飛行に飛び立った、宇宙船U.S.S.エンタープライズ号の驚異に満ちた物語である。 | 」 |

## 登場人物

### レギュラー
詳細は各個別記事を参照。
- ジェームズ・T・カーク（ウィリアム・シャトナー） - 船長（大佐）。地球人男性。
- スポック（レナード・ニモイ） - 副長兼科学主任（中佐）。バルカン人と地球人のハーフ、男性。
- レナード・マッコイ（デフォレスト・ケリー） - 医療主任（少佐）。地球人男性。
- モンゴメリー・スコット（ジェームズ・ドゥーアン） - 機関主任（少佐）。地球人男性。日本語版での呼称はチャーリー。
- ウフーラ（ニシェル・ニコルズ） - 通信士官（中尉）。地球人女性。日本語版での呼称はウラ。
- ヒカル・スールー（ジョージ・タケイ） - 主任ナビゲーター（大尉）。地球人男性。日本語版での呼称はカトウ（カトー）。
- パヴェル・チェコフ（ウォルター・ケーニッグ） - ナビゲーター（少尉）。地球人男性。第2シーズン以降に登場。

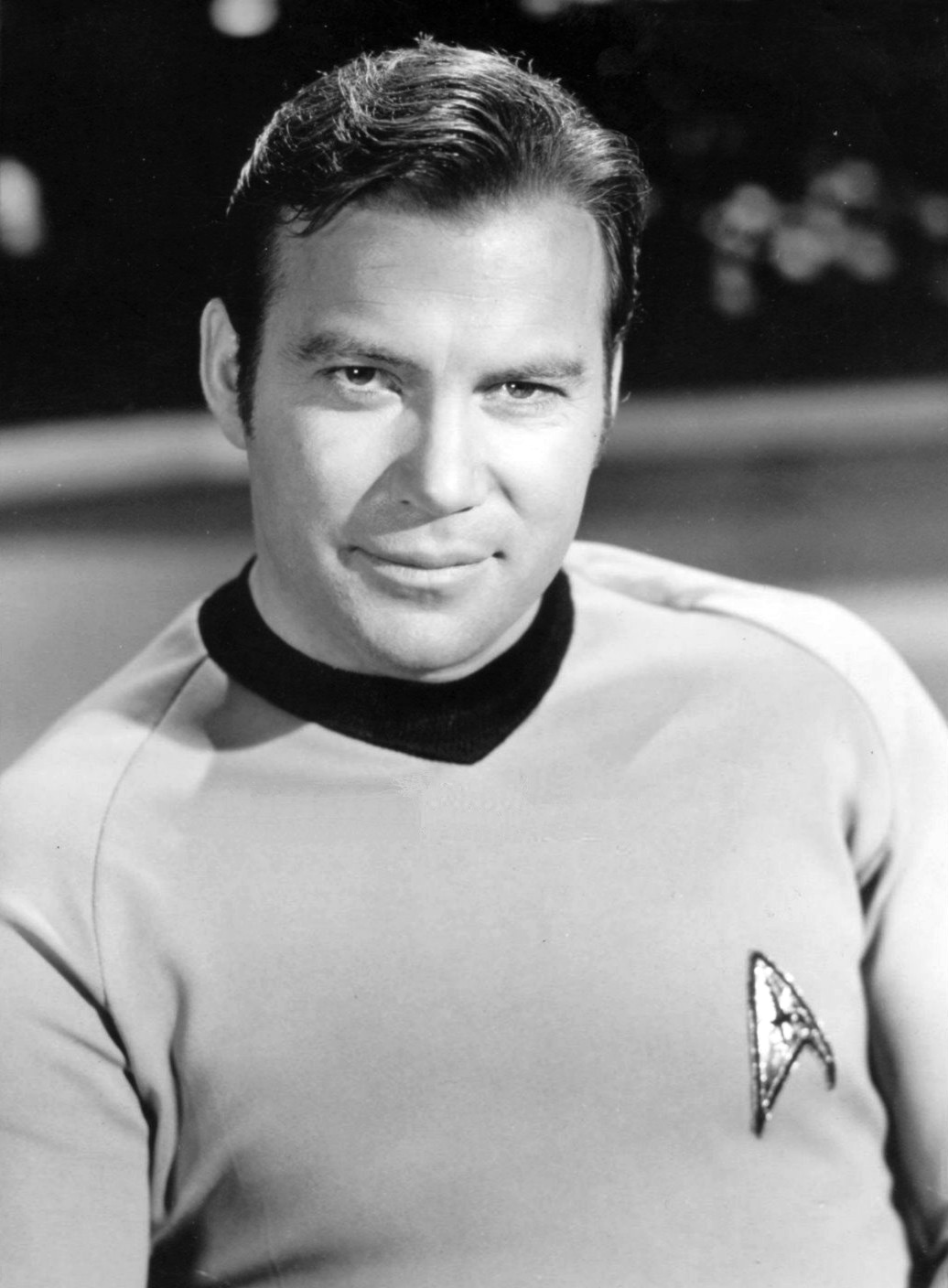
カーク
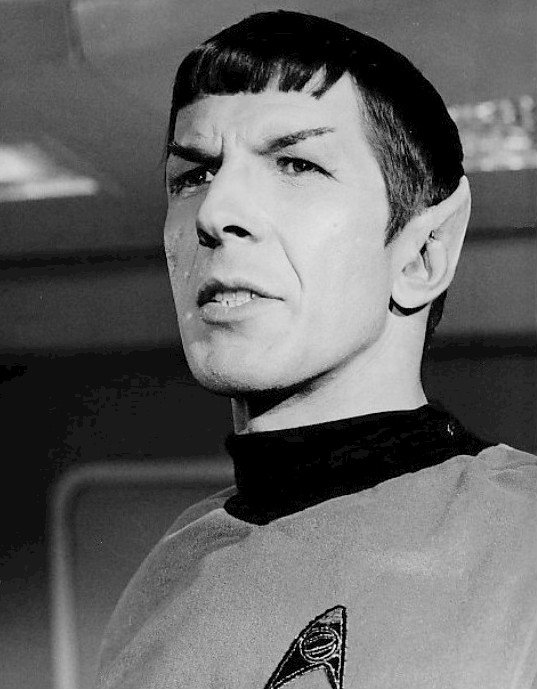
スポック
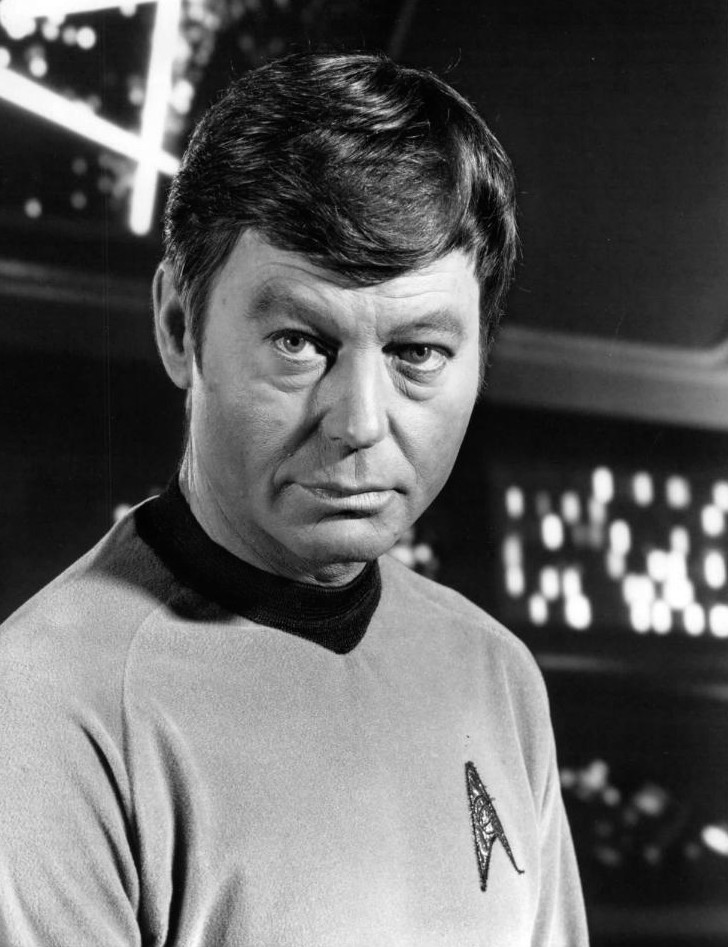
マッコイ
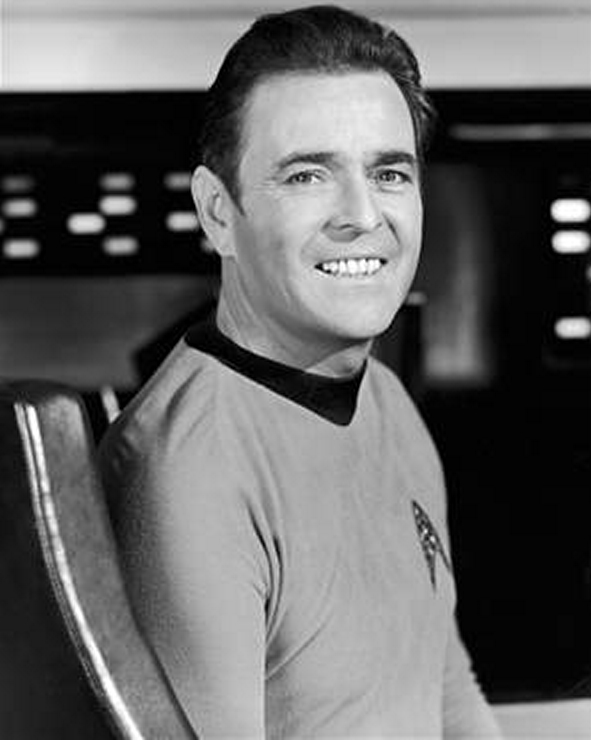
スコット （チャーリー）
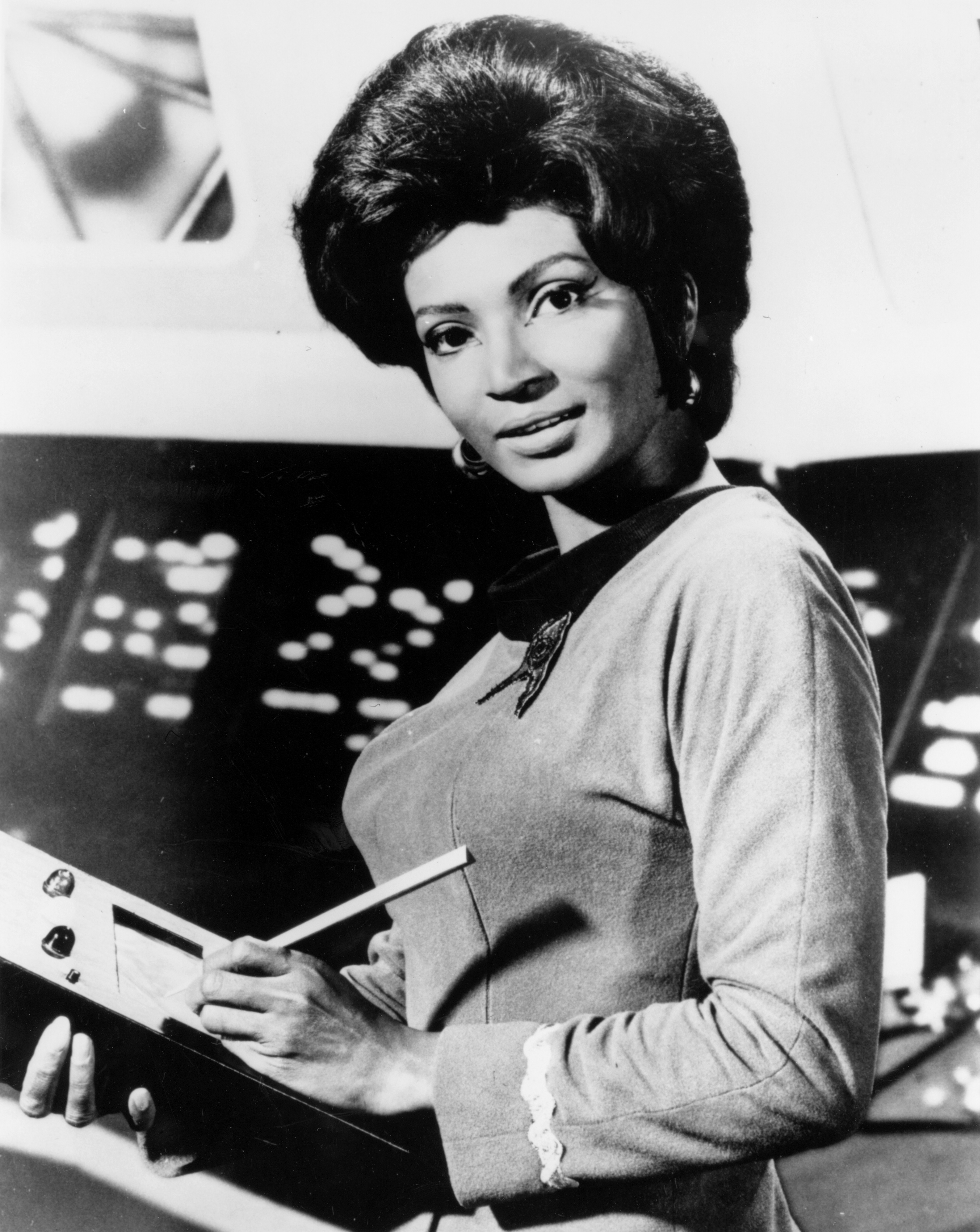
ウフーラ （ウラ）
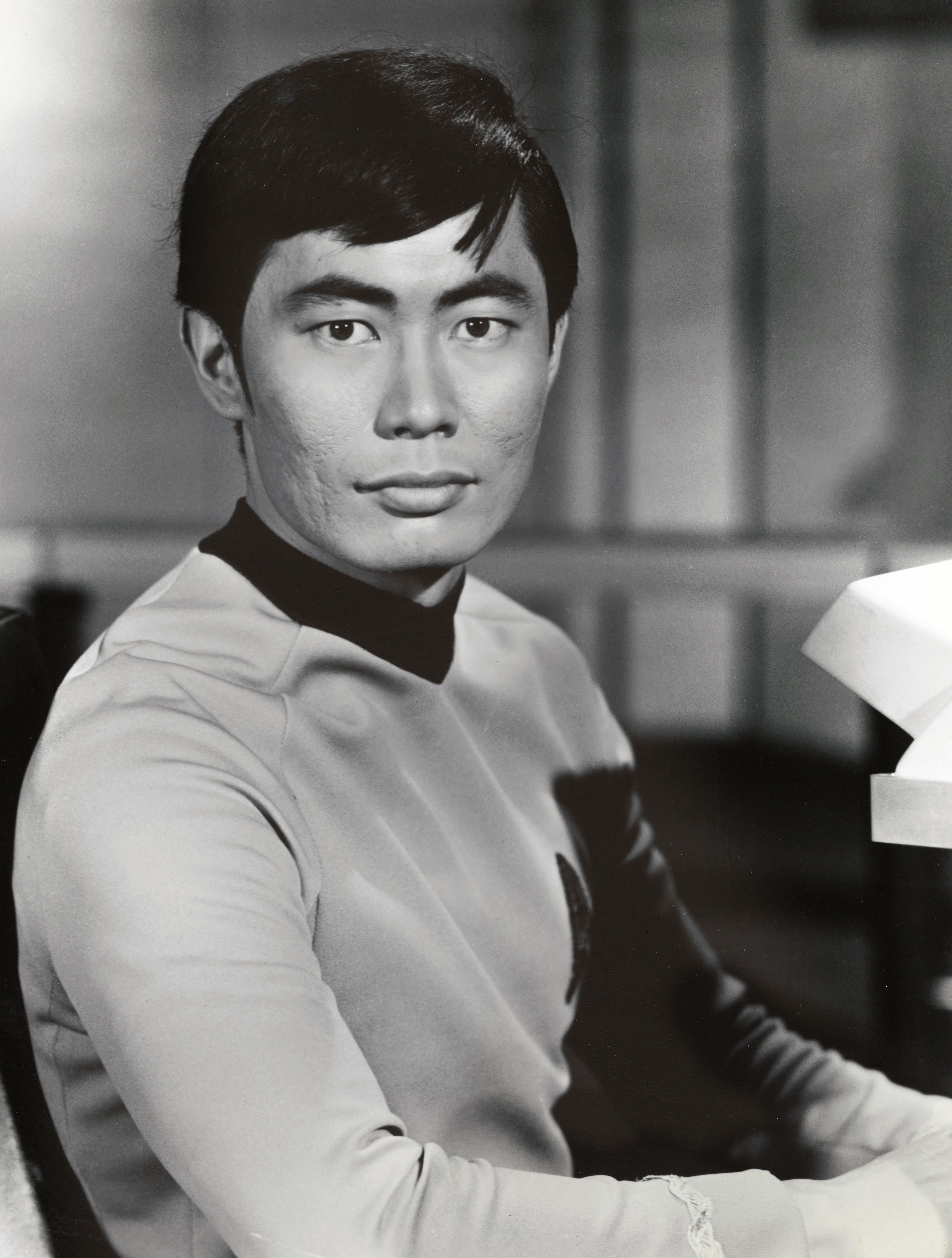
スールー （カトウ）
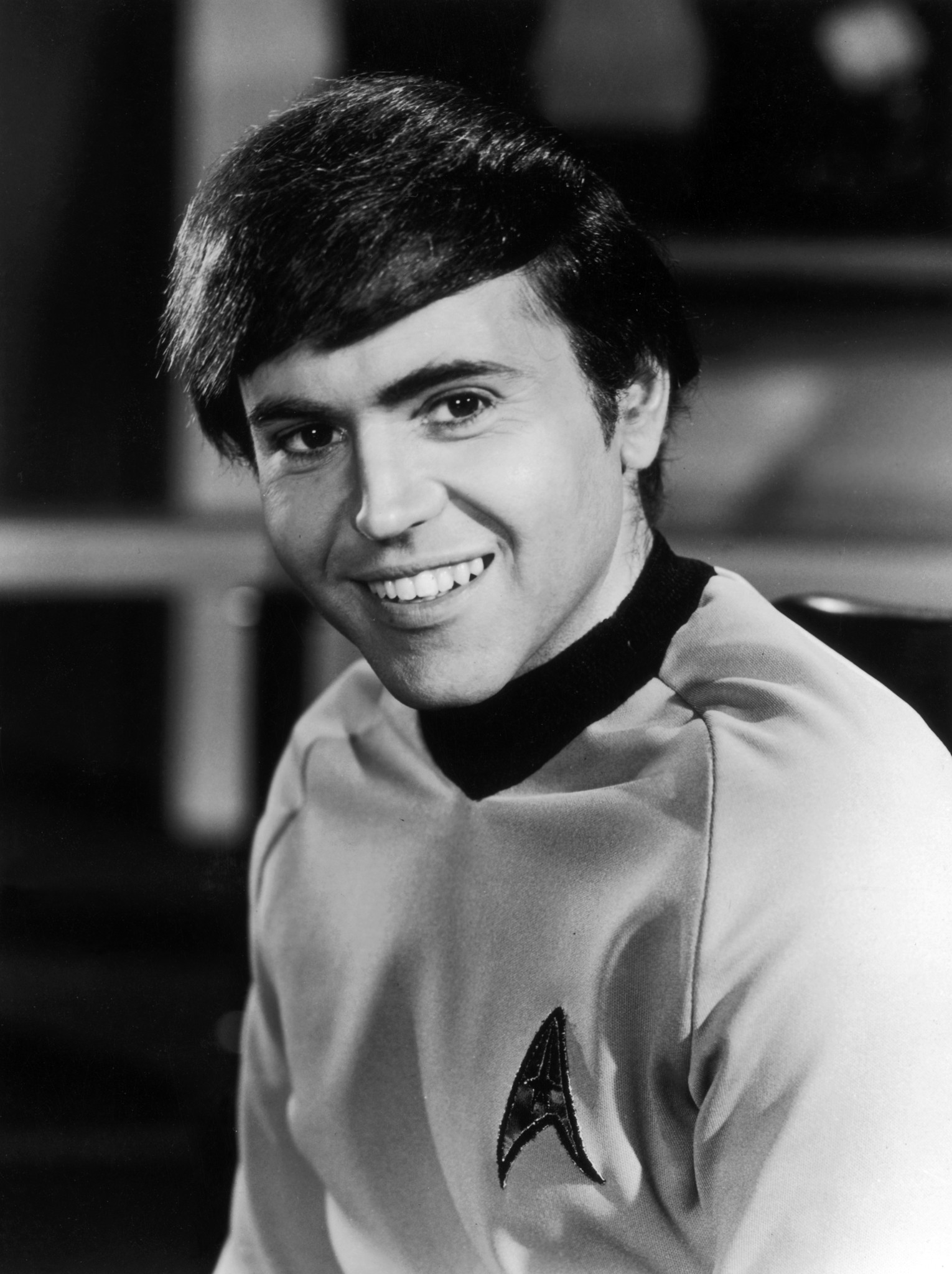
チェコフ

### 準レギュラー

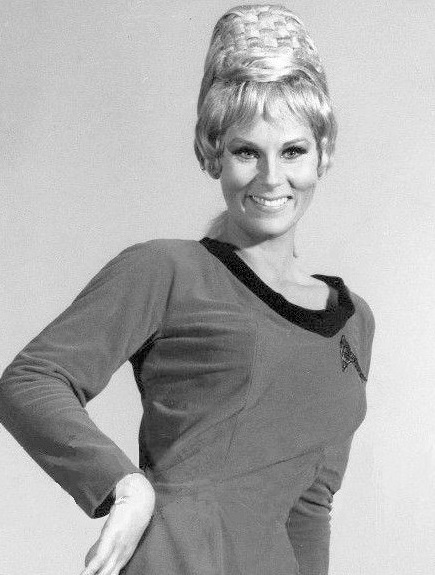
ジャニス・ランド（ジェニー）

- クリスティン・チャペル（英語版）（メイジェル・バレット） - 全シーズンを通して25エピソードに登場。看護師[注 4]。地球人女性。

- ジャニス・ランド（英語版）（グレース・リー・ホイットニー（英語版）） - 第1シーズン内の8エピソードに登場。船長付き秘書[注 5]で地球人女性。日本語版での呼称はジェニー。
- カイル[20]（ジョン・ウィンストン（英語版）) - 全シーズンを通して11エピソードに登場。主に転送主任を務める地球人男性で階級は中尉。臨時操舵士としてブリッジクルーに加わることもある。

### 主なゲストキャラクター
以下のキャラクターは後続作品にも度々触れられている。

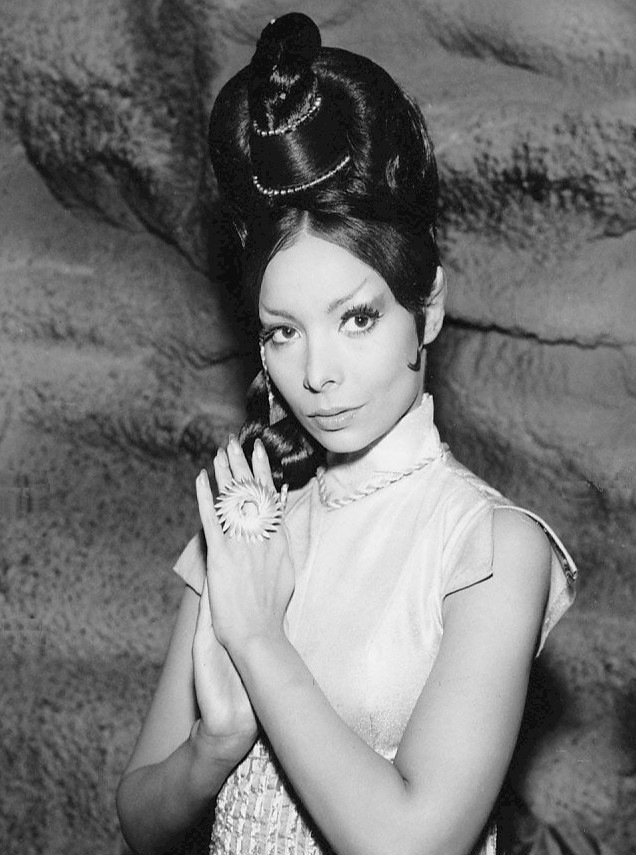
第34話「バルカン星人の秘密」より。トゥプリング

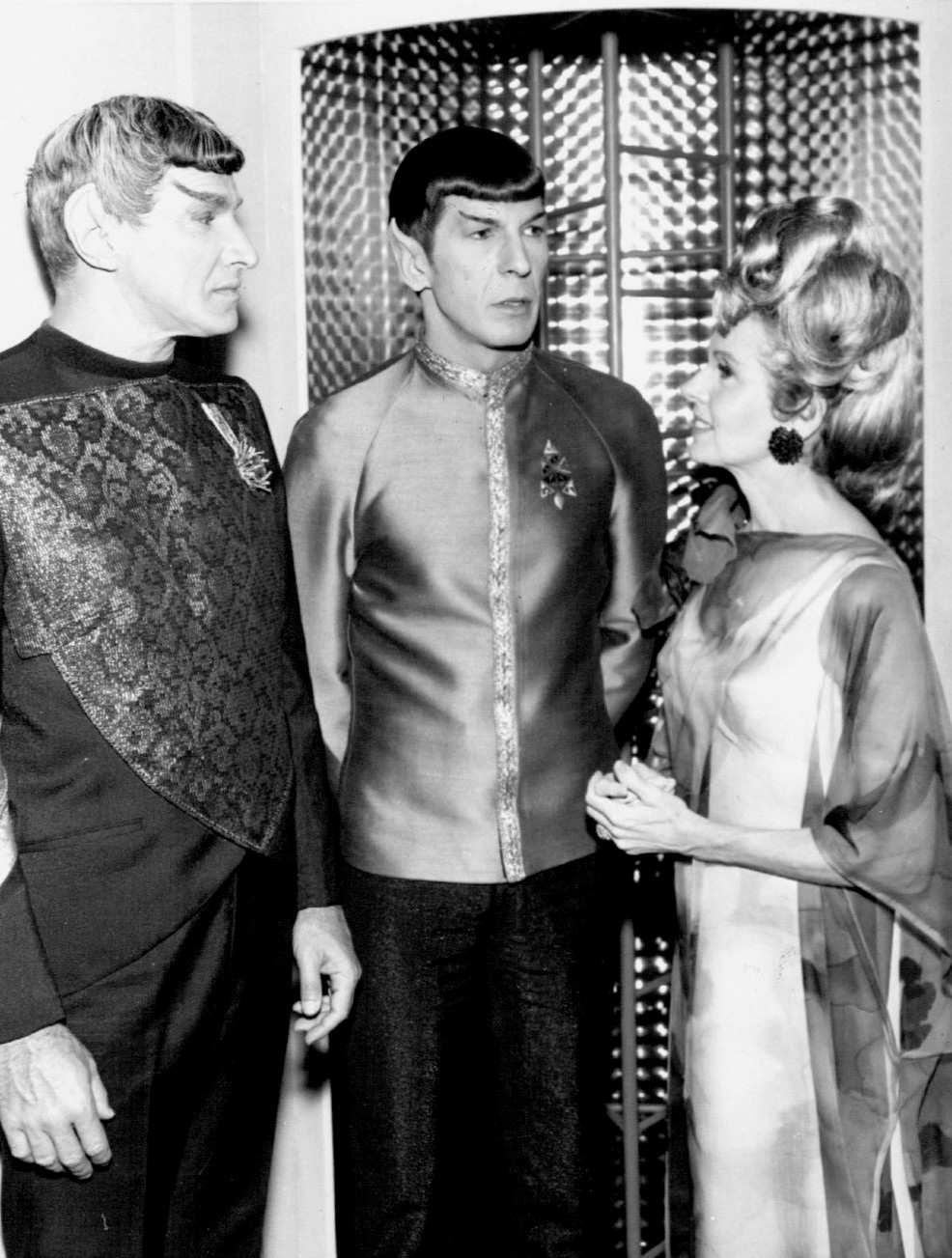
第39話「惑星オリオンの侵略」より。サレク（左）スポック（中央）アマンダ（右）

- ハリー・マッド（英語版）（ロジャー・C・カーメル） - 第6話「恐怖のビーナス（英語版）」と第37話「不思議の宇宙のアリス（英語版）」に登場。地球人男性で本名はハルコート・フェントン・マッド。小悪党的な人物で宇宙を渡り歩く詐欺師。
- クリストファー・パイク（ジェフリー・ハンター / ショーン・ケニー（英語版）） - 第11・12話「タロス星の幻怪人（前後編）（英語版）」に登場。宇宙艦隊の地球人士官で階級は先任大佐。パイロット版におけるU.S.S.エンタープライズの船長でカークの先代にあたる。
- カーン・ノニエン・シン（リカルド・モンタルバン） - 第22話「宇宙の帝王（英語版）」に登場する優性人類。20世紀末の地球において、アジアから中東地域を支配した独裁者。
- コール（ジョン・コリコス（英語版）） - 第26話「クリンゴン帝国の侵略（英語版）」に登場するクリンゴン人[注 6]の司令官。
- 永遠の管理者[21]（バーテル・ラ・ルー（英語版）[注 7]） - 第28話「危険な過去への旅（英語版）」に登場するリング状の岩のような物体。他の次元や時代に通じる一種の出入り口だが、それ自体に意思があり会話が可能である。自身曰く、機械でもなければ生物でもなく、太陽系が生まれる以前から存在するという。
- トゥプリング（英語版）（アーレン・マーテル（英語版）） - 第34話「バルカン星人の秘密（英語版）」に登場するバルカン人女性でスポックの婚約者。
- トゥパオ（英語版）（セリア・ロブスキー（英語版）） - 第34話「バルカン星人の秘密」に登場するバルカン人の長老。
- ゼフラム・コクレーン（グレン・コーベット（英語版）） - 第38話「華麗なる変身（英語版）」に登場する21世紀の地球人科学者で、地球史上初めてワープ・ドライブを開発し、光速突破の飛行を成し遂げた人物。
- サレク（マーク・レナード（英語版）） - 第39話「惑星オリオンの侵略（英語版）」に登場。スポックの父で、惑星連邦のバルカン人大使。
- アマンダ（英語版）（ジェーン・ワイアット） - 第39話「惑星オリオンの侵略」に登場。スポックの母で地球人。
- シラノ・ジョーンズ[22]（スタンリー・アダムス（英語版）[注 8]） - 第44話「新種クアドトリティケール（英語版）」に登場する地球人の商人。
- ドクター・ムベンガ（英語版）（ブッカー・ブラッドショー（英語版）） - 第48話「カヌーソ・ノナの魔力（英語版）」と第72話「無人惑星の謎（英語版）」に登場。U.S.S.エンタープライズの勤務医で地球人男性。バルカン星の病院で勤務した経歴を持つことから、バルカン人の医療に長けている。
- リチャード・デイストローム[23]（ウィリアム・マーシャル（英語版）) - 第53話「恐怖のコンピューター M-5（英語版）」に登場。23世紀の著名な地球人科学者であり、コンピューターシステムの開発で天才と謳われた人物。

## 日本語吹き替え版
日本語吹き替え版は放送時間に合わせ一部シーンをカットした状態で放映された。
1998年に『宇宙大作戦 完全版』として、本国放送のノーカット版がVHS化された際に日本語吹き替え版が初収録されたが、この際にカットされたシーンの吹き替えが放送当時と同じキャストで追加収録された。ただしこの時収録されたのは一部のエピソードのみで残りはパッケージ化されなかったため、旧版DVDは原語音声・日本語字幕で補完していたが、デジタルリマスター版DVD発売の際に改めて追加吹き替えを敢行したことで全エピソードで完全な吹き替え版が視聴できるようになった。
また吹き替えが存在していたが再放送でカットされたシーンや、日本初放送当時（1960年代後半から1970年代前半）は問題がなかったが現在では不適切な表現や放送禁止用語になった言葉が使用されている部分、そのまま残すと追加収録音声との繋がりが不自然になる部分の吹き替えは再録されている。
日本語吹き替え版では、准士官以上は敬称が必須とされる英米海軍伝統に則り、「ミスタースポック」など人名に敬称が採られ、医療主任のマッコイは「ドクターマッコイ」や単に「ドクター」と呼称される。惑星連邦宇宙艦隊階級は海軍に準じており、「Captain」は「大佐」を指す。本作では「船長」と訳されているが、続く映画からは「艦長」と訳されている。これを踏襲し、本作より以前の時代が舞台の『スタートレック:エンタープライズ』や『スタートレック:ディスカバリー』では「船長」に邦訳が統一されている。
日本語吹き替え版では、スコットの名前が「チャーリー」、ウフーラの苗字が「ウラ」、スールーの苗字が「カトウ」に変更された。このあおりを受けて、第2話「セイサス星から来た少年」に登場する少年の名前も、「チャーリー」から「ピーター」に変更されている。また、劇中では暦として西暦ではなく宇宙暦が用いられているが、「宇宙暦040x.xxxx」のような原語版とまったく異なる数字に変更されている。これは日本における初回放送を行った日本テレビのチャンネル数である「4」に倣ったものとされ、1969年のアポロ11号の月面着陸を紀元として約400年後という意味だと解釈されている。そのため、日本語吹き替え版では23世紀ではなく24世紀が舞台になっており、原語版の台詞や後のシリーズ作品の設定とは約100年のずれがある。
第1パイロット版「歪んだ楽園」の日本語吹き替えは長らく存在しなかったが、Netflixの配信の際に新録された。

### 声の出演
| 役名                                            | 第1シーズン     | 第1シーズン 追加収録部分 | 第2・3シーズン    | 第2・3シーズン 追加収録部分 | Netflix配信版 |
| ----------------------------------------------- | --------------- | ------------------------ | ----------------- | --------------------------- | ------------- |
| ジェームズ・T・カーク                           | 矢島正明        | 矢島正明                 | 矢島正明          | 矢島正明                    | —             |
| スポック                                        | 久松保夫        | 菅生隆之                 | 久松保夫          | 菅生隆之                    | 小原雅人      |
| レナード・マッコイ                              | 吉沢久嘉        | 小島敏彦                 | 吉沢久嘉          | 小島敏彦                    | —             |
| モンゴメリー・スコット （チャーリー・スコット） | 小林修          | 小林修                   | 内海賢二          | 内海賢二                    | —             |
| ウフーラ （ウラ）                               | 松島みのり      | 松島みのり               | 松島みのり        | 松島みのり                  | —             |
| ヒカル・スールー （ヒカル・カトウ）             | 富山敬 納谷六朗 | 坂東尚樹 納谷六朗        | 田中亮一          | 田中亮一                    | —             |
| パヴェル・チェコフ                              | —               | —                        | 井上弦太郎        | 樫井笙人                    | —             |
| ジャニス・ランド （ジェニー）                   | 此島愛子        | 榎本智恵子               | —                 | —                           | —             |
| クリスティン・チャペル                          | 公卿敬子        | 公卿敬子                 | 北見順子 島木綿子 | 田中敦子                    | —             |
| クリストファー・パイク                          | 中田浩二        | 中田浩二                 | —                 | —                           | 山野井仁      |
| ナレーター                                      | 若山弦蔵        | —                        | 若山弦蔵          | —                           | —             |

「※」を付した声優は追加収録部分にも同一の役で参加している。
- その他声の出演[26] - 青野武※、雨森雅司、飯塚昭三※、池田昌子※、石森達幸※、恵比寿まさ子、大木民夫※[注 15]、大塚周夫※、小原乃梨子※、勝田久※、北村弘一※、来宮良子※、肝付兼太※、小林恭治※、小林清志※、小谷野美智子、佐原太枝子、沢田敏子、島宇志夫、嶋俊介、城山堅※、立壁和也※、田中康郎、近石真介、千葉耕市、千葉順二、寺島信子、寺島幹夫、徳丸完、富田耕生※、仲木隆司※、仲村秀生※[注 16]、二階堂有希子、野沢雅子※[注 17]、早野寿郎、平井道子、野村道子、真木恭介、水鳥鉄夫、翠準子、宮川洋一※[注 18]、武藤礼子※[注 19]、村越伊知郎、森山周一郎※、矢田耕司、城達也他
- 追加収録部分その他声の出演[26] - 石井隆夫、石田圭祐、上田燿司、牛山茂、小形満、後藤哲夫、沢木郁也、塩田朋子、高瀬右光、手塚秀彰、長島雄一、寺杣昌紀、野沢由香里、福田信昭、星野充昭、松井範雄、山川亜弥、渡辺美佐他

### 制作スタッフ
- 演出 - 佐藤敏夫（第1シーズン）、福永莞爾（第2・3シーズン）
- 翻訳 - 木原たけし、古賀牧彦、桃井洋子、森田瑠美
- 監修 - 福島正実
- 制作 - 東北新社

## 放映状況

### アメリカ
NBC系列により以下の時間帯に放送された。
- 第1シーズン 1966年09月08日 - 1967年04月13日 29話 木曜 20:30 - 21:30 (EST)
- 第2シーズン 1967年09月15日 - 1968年03月29日 26話 金曜 20:30 - 21:30 (EST)
- 第3シーズン 1968年09月20日 - 1969年06月03日 24話 金曜 22:00 - 23:00 (EST)[注 20]

### 日本
日本における初回放送は第1シーズンが日本テレビ系、第2・3シーズンがフジテレビ系によってなされ、それぞれ『S.0401年 宇宙大作戦』『宇宙パトロール』という邦題だった。その後、地方各地の民放局によって幾度と再放送がなされており、1980年代以降になると1時間枠での放送が定着し、邦題も全シーズンを通して『宇宙大作戦』に統一された。また、オープニング映像も本国に準じたスタイルとなっている。

#### 日本テレビ系
『S.0401年 宇宙大作戦』の邦題で、第1シーズン全29話が放送された。オープニング映像は本国でのそれとは違った独自の編集がなされており、映像の後半では、カーク船長に扮した矢島正明による登場人物紹介のナレーションがある。そのため、ベスト版VHSやLD、2000年代前半までの再放送では、第1シーズンの話であってもオープニング映像のみ第2シーズンのものに差し替えられていた。
- 1969年04月27日 - 1970年01月11日 日曜 16:00 - 16:55 (JST)

#### フジテレビ系
『宇宙パトロール』の邦題で、第2・3シーズン計50話を各話前後編に分割し30分枠で放送された。この際、チャーリーやカトウなど登場人物の吹き替え声優が一部変更されている。なお、富山県では放映権がフジテレビ系へ移行した後も富山テレビ放送へ移行せず、北日本放送が継続して放送した。
- 1972年04月16日 - 1972年09月24日 日曜 11:00 - 11:30 (JST)
- 1972年10月07日 - 1974年03月30日 土曜 07:30 - 08:00 (JST)[注 23]

#### NHK衛星第2テレビジョン
『スター・トレック 宇宙大作戦』の邦題で、デジタルリマスター版が2007年7月から2009年9月にかけて放送された。
- 2007年07月22日 - 2008年02月24日 29話 日曜 01:15 - 02:05 (JST)[注 24]
  - 再放送 2007年08月09日 - 2008年04月10日 29話 木曜 09:00 - 09:50 (JST)[注 25]
- 2008年04月19日 - 2009年03月14日 34話 土曜 17:00 - 17:50 (JST)
  - 再放送 2008年04月30日 - 2009年04月01日 34話 水曜 09:00 - 09:50 (JST)[注 26]
- 2009年04月04日 - 2009年09月05日 16話 土曜 17:00 - 17:50 (JST)
  - 再放送 2009年04月08日 - 2009年09月09日 16話 水曜 09:00 - 09:50 (JST)[注 27]

#### スーパー!ドラマTV
『宇宙大作戦／スタートレック』の邦題で、旧局名のスーパーチャンネル時代から、同局の定番番組として繰り返し放送されている。2008年以降はデジタルリマスター版での放送に切り替わった。2019年からは長らく日本では未放送だった第1パイロット版「歪んだ楽園」が不定期に放送されている。

#### Netflix
『スター・トレック／宇宙大作戦』の邦題で、第1パイロット版「歪んだ楽園」を含む計80話が動画配信されている。映像はデジタルリマスター版だが、第1パイロット版「歪んだ楽園」のみ特撮シーンの差し替えが行われていないバージョンである。

### イギリス
イギリスにおける初回放送はBBCによってなされ、全4シーズンに分割されたほか、第1シーズン途中まではモノクロ放送だった。また、子供向け番組の扱いだったため、刺激が強く不快なテーマを含んでいると判断された3話（第65話「キロナイドの魔力」、第67話「恒星ミナラの生体実験」、第69話「宇宙の精神病院」）が当初から放送が見送られており、これら3話は1992年時の再放送まで封印扱いであった。加えて第8話「400才の少女」は初回放送時にオンエアされたものの、後に視聴者からのクレームがあったため、1993年まで再放送のリストから外されていた。
- 1969年07月12日 - 1969年12月27日 土曜 17:15 - 18:15 (GMT)
- 1970年04月06日 - 1970年09月07日 月曜 19:10 - 20:10 (GMT)
- 1970年10月07日 - 1971年02月10日 水曜 19:10 - 20:10 (GMT)
- 1971年09月15日 - 1971年12月15日 水曜 19:10 - 20:10 (GMT)

## 各話タイトル
オリジナル版本国放映順、オリジナル版日本放送順、デジタルリマスター版放送順、制作順（制作コード）はかなり異なっている。デジタルリマスター版の日本での放送は、2007年からのNHKBS2ではデジタルリマスター版本国放送順に近い放送順によって、2008年からのスーパー!ドラマTVではオリジナル版本国放映順によってなされた。Netflixでのシーズン内のエピソード番号は第1パイロット版「歪んだ楽園」が第1シーズンの第1話になっていること以外はオリジナル版本国放映順に準じている。また、第11・12話「タロス星の幻怪人」は1965年に制作された第1パイロット版「歪んだ楽園」の映像に新たな映像を追加、再構成して作られており、制作順では1話分として計上されている。

### パイロット版

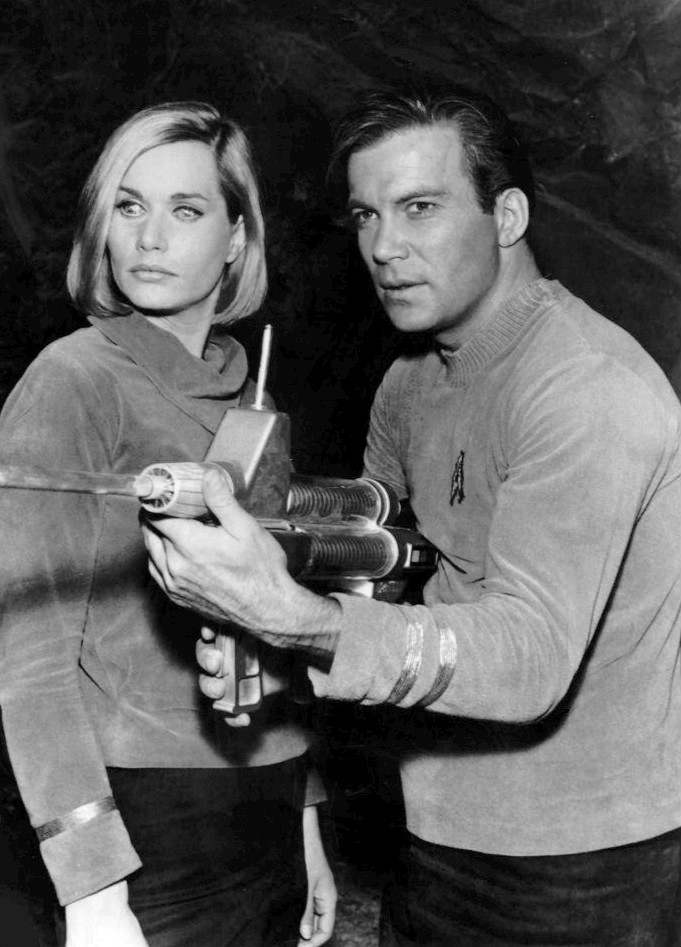
第2パイロット版「光るめだま」出演時のウィリアム・シャトナー（右）とサリー・ケラーマン（左）

1964年5月、ロッデンベリーはデシル・プロダクションが番組企画を売り込んだNBCから3話分のプロットを求められる。その後、3話分のプロットのうちの1話分をパイロット版として制作することが決まり、ジェフリー・ハンターをクリストファー・パイク船長役とした第1パイロット版「歪んだ楽園」が制作された。この第1パイロット版「歪んだ楽園」はNBCからアクションシーンの少なさを指摘されたものの、異例ながら新たなパイロット版の制作が許可され、シャトナーをカーク船長役とする第2パイロット版「光るめだま」が制作された。この際、スポック以外の登場人物は一新されている。この第2パイロット版「光るめだま」により、1966年2月に本作の放映が決定し、同年9月より放映されることとなった。
第2パイロット版「光るめだま」が第3話として放送されたのに対して、第1パイロット版「歪んだ楽園」はスポック以外の登場人物が一新されたこともあって放送されず、さらに、本話のネガフィルムは第11・12話「タロス星の幻怪人」の編集に使用されたため、完全な状態でのネガフィルムは長らく現存しないと思われていた（失われた映画#フィルムの再発見も参照）。1986年に発売されたVHSでは、第11・12話「タロス星の幻怪人」に使用されなかったシーンと音声を、ロッデンベリーが所有していたモノクロのワークプリント版で補うことで復元している。しかし、1987年に使用されなかったシーンのネガフィルムが発見されたことから完全な復元が可能となり、1988年10月に『新スタートレック』の番宣特番の中で放映された。
| 放送順       | 放送順          | 放送順               | 放送順               | 放送順               | 各話タイトル | 各話タイトル                 | 制作コード |
| オリジナル版 | オリジナル版    | デジタルリマスター版 | デジタルリマスター版 | デジタルリマスター版 | 日本語版の題 | 原題                         | 制作コード |
| 本国 NBC     | 日本 日本テレビ | 本国 番組販売        | 日本 NHKBS2          | Netflix              | 日本語版の題 | 原題                         | 制作コード |
| ------------ | --------------- | -------------------- | -------------------- | -------------------- | ------------ | ---------------------------- | ---------- |
| —            | —               | 80                   | —                    | 1                    | 歪んだ楽園   | The Cage                     | 01         |
| 3            | 1               | 17                   | 17                   | 4                    | 光るめだま   | Where No Man Has Gone Before | 02         |

### 第1シーズン
| 放送順       | 放送順          | 放送順               | 放送順               | 放送順               | 各話タイトル                                | 各話タイトル                    | 制作コード |
| オリジナル版 | オリジナル版    | デジタルリマスター版 | デジタルリマスター版 | デジタルリマスター版 | 日本語版の題                                | 原題                            | 制作コード |
| 本国 NBC     | 日本 日本テレビ | 本国 番組販売        | 日本 NHKBS2          | Netflix              | 日本語版の題                                | 原題                            | 制作コード |
| ------------ | --------------- | -------------------- | -------------------- | -------------------- | ------------------------------------------- | ------------------------------- | ---------- |
| 1            | 3               | 43                   | 30                   | 2                    | 惑星M113の吸血獣                            | The Man Trap                    | 06         |
| 2            | 8               | 38                   | 31                   | 3                    | セイサス星から来た少年                      | Charlie X                       | 08         |
| 3            | 1               | 17                   | 17                   | 4                    | 光るめだま                                  | Where No Man Has Gone Before    | 02         |
| 4            | 5               | 4                    | 4                    | 5                    | 魔の宇宙病                                  | The Naked Time                  | 07         |
| 5            | 7               | 55                   | 32                   | 6                    | 二人のカーク                                | The Enemy Within                | 05         |
| 6            | 13              | 66                   | 33                   | 7                    | 恐怖のビーナス                              | Mudd's Women                    | 04         |
| 7            | 4               | 44                   | 34                   | 8                    | コンピューター人間                          | What Are Little Girls Made of?  | 10         |
| 8            | 9               | 2                    | 2                    | 9                    | 400才の少女                                 | Miri                            | 12         |
| 9            | 17              | 45                   | 35                   | 10                   | 悪魔島から来た狂人 別邦題: 悪魔島から来た男 | Dagger of the Mind              | 11         |
| 10           | 2               | 14                   | 14                   | 11                   | 謎の球体                                    | The Corbomite Maneuver          | 03         |
| 11           | 25              | 12                   | 12                   | 12                   | タロス星の幻怪人（前編）                    | The Menagerie, Part 1           | 16A        |
| 12           | 26              | 13                   | 13                   | 13                   | タロス星の幻怪人（後編）                    | The Menagerie, Part 2           | 16B        |
| 13           | 11              | 42                   | 36                   | 14                   | 殺人鬼コドス                                | The Conscience of the King      | 13         |
| 14           | 6               | 1                    | 1                    | 15                   | 宇宙基地SOS                                 | Balance of Terror               | 09         |
| 15           | 27              | 32                   | 37                   | 16                   | おかしなおかしな遊園惑星                    | Shore Leave                     | 17         |
| 16           | 10              | 40                   | 38                   | 17                   | ゴリラの惑星                                | The Galileo Seven               | 14         |
| 17           | 22              | 41                   | 39                   | 18                   | ゴトス星の怪人                              | The Squire of Gothos            | 18         |
| 18           | 12              | 7                    | 7                    | 19                   | 怪獣ゴーンとの対決                          | Arena                           | 19         |
| 19           | 14              | 29                   | 29                   | 20                   | 宇宙暦元年7・21                             | Tomorrow Is Yesterday           | 21         |
| 20           | 16              | 68                   | 40                   | 21                   | 宇宙軍法会議                                | Court Martial                   | 15         |
| 21           | 24              | 50                   | 41                   | 22                   | ベータ・スリーの独裁者                      | The Return of the Archons       | 22         |
| 22           | 15              | 11                   | 11                   | 23                   | 宇宙の帝王                                  | Space Seed                      | 24         |
| 23           | 19              | 51                   | 42                   | 24                   | コンピューター戦争                          | A Taste of Armageddon           | 23         |
| 24           | 21              | 39                   | 43                   | 25                   | 死の楽園                                    | This Side of Paradise           | 25         |
| 25           | 20              | 3                    | 3                    | 26                   | 地底怪獣ホルタ                              | The Devil in the Dark           | 26         |
| 26           | 29              | 30                   | 44                   | 27                   | クリンゴン帝国の侵略                        | Errand of Mercy                 | 27         |
| 27           | 18              | 49                   | 46                   | 28                   | 二つの宇宙                                  | The Alternative Factor          | 20         |
| 28           | 23              | 5                    | 5                    | 29                   | 危険な過去への旅                            | The City on the Edge of Forever | 28         |
| 29           | 28              | 58                   | 45                   | 30                   | デネバ星の怪奇生物                          | Operation - Annihilate!         | 29         |

### 第2シーズン
| 放送順       | 放送順          | 放送順               | 放送順               | 放送順               | 各話タイトル               | 各話タイトル                | 制作コード |
| オリジナル版 | オリジナル版    | デジタルリマスター版 | デジタルリマスター版 | デジタルリマスター版 | 日本語版の題               | 原題                        | 制作コード |
| 本国 NBC     | 日本 フジテレビ | 本国 番組販売        | 日本 NHKBS2          | Netflix              | 日本語版の題               | 原題                        | 制作コード |
| ------------ | --------------- | -------------------- | -------------------- | -------------------- | -------------------------- | --------------------------- | ---------- |
| 30           | 34              | 21                   | 21                   | 1                    | バルカン星人の秘密         | Amok Time                   | 34         |
| 31           | 33              | 53                   | 47                   | 2                    | 神との対決                 | Who Mourns for Adonais?     | 33         |
| 32           | 37              | 56                   | 48                   | 3                    | 超小型宇宙船ノーマッドの謎 | The Changeling              | 37         |
| 33           | 40              | 10                   | 10                   | 4                    | イオン嵐の恐怖             | Mirror, Mirror              | 39         |
| 34           | 38              | 59                   | 49                   | 5                    | 死のパラダイス             | The Apple                   | 38         |
| 35           | 35              | 20                   | 20                   | 6                    | 宇宙の巨大怪獣             | The Doomsday Machine        | 35         |
| 36           | 30              | 8                    | 8                    | 7                    | 惑星パイラスセブンの怪     | Catspaw                     | 30         |
| 37           | 41              | 6                    | 6                    | 8                    | 不思議の宇宙のアリス       | I, Mudd                     | 41         |
| 38           | 31              | 47                   | 50                   | 9                    | 華麗なる変身               | Metamorphosis               | 31         |
| 39           | 39              | 19                   | 19                   | 10                   | 惑星オリオンの侵略         | Journey to Babel            | 44         |
| 40           | 32              | 15                   | 15                   | 11                   | 宿敵クリンゴンの出現       | Friday's Child              | 32         |
| 41           | 42              | 48                   | 51                   | 12                   | 死の宇宙病                 | The Deadly Years            | 40         |
| 42           | 46              | 65                   | 52                   | 13                   | 復讐!ガス怪獣              | Obsession                   | 47         |
| 43           | 36              | 23                   | 23                   | 14                   | 惑星アルギリスの殺人鬼     | Wolf in the Fold            | 36         |
| 44           | 43              | 9                    | 9                    | 15                   | 新種クアドトリティケール   | The Trouble with Tribbles   | 42         |
| 45           | 45              | 46                   | 53                   | 16                   | 宇宙指令!首輪じめ          | The Gamesters of Triskelion | 46         |
| 46           | 49              | 28                   | 28                   | 17                   | 宇宙犯罪シンジケート       | A Piece of the Action       | 49         |
| 47           | 47              | 25                   | 25                   | 18                   | 単細胞物体との衝突         | The Immunity Syndrome       | 48         |
| 48           | 79              | 69                   | 54                   | 19                   | カヌーソ・ノナの魔力       | A Private Little War        | 45         |
| 49           | 53              | 37                   | 60                   | 20                   | 地底160キロのエネルギー    | Return to Tomorrow          | 51         |
| 50           | 51              | 31                   | 55                   | 21                   | エコス・ナチスの恐怖       | Patterns of Force           | 52         |
| 51           | 50              | 60                   | 64                   | 22                   | 宇宙300年の旅              | By Any Other Name           | 50         |
| 52           | 48              | 36                   | 59                   | 23                   | 細菌戦争の果て             | The Omega Glory             | 54         |
| 53           | 52              | 57                   | 63                   | 24                   | 恐怖のコンピューターM-5    | The Ultimate Computer       | 53         |
| 54           | 44              | 33                   | 56                   | 25                   | もう一つの地球             | Bread and Circuses          | 43         |
| 55           | 54              | 67                   | 69                   | 26                   | 宇宙からの使者 Mr.セブン   | Assignment: Earth           | 55         |

### 第3シーズン
| 放送順       | 放送順          | 放送順               | 放送順               | 放送順               | 各話タイトル                                               | 各話タイトル                                       | 制作コード |
| オリジナル版 | オリジナル版    | デジタルリマスター版 | デジタルリマスター版 | デジタルリマスター版 | 日本語版の題                                               | 原題                                               | 制作コード |
| 本国 NBC     | 日本 フジテレビ | 本国 番組販売        | 日本 NHKBS2          | Netflix              | 日本語版の題                                               | 原題                                               | 制作コード |
| ------------ | --------------- | -------------------- | -------------------- | -------------------- | ---------------------------------------------------------- | -------------------------------------------------- | ---------- |
| 56           | 60              | 34                   | 57                   | 1                    | 盗まれたスポックの頭脳                                     | Spock's Brain                                      | 61         |
| 57           | 58              | 64                   | 68                   | 2                    | 透明宇宙船                                                 | The Enterprise Incident                            | 59         |
| 58           | 57              | 22                   | 22                   | 3                    | 小惑星衝突コース接近中                                     | The Paradise Syndrome                              | 58         |
| 59           | 59              | 26                   | 26                   | 4                    | 悪魔の弟子達                                               | And the Children Shall Lead                        | 60         |
| 60           | 61              | 62                   | 66                   | 5                    | 美と真実                                                   | Is There in Truth No Beauty?                       | 62         |
| 61           | 55              | 77                   | 77                   | 6                    | 危機一髪!OK牧場の決闘                                      | Spectre of the Gun                                 | 56         |
| 62           | 66              | 52                   | 61                   | 7                    | 宇宙の怪!怒りを喰う!?                                      | Day of the Dove                                    | 66         |
| 63           | 64              | 18                   | 18                   | 8                    | 宇宙に漂う惑星型宇宙船                                     | For the World Is Hollow and I Have Touched the Sky | 65         |
| 64           | 63              | 24                   | 24                   | 9                    | 異次元空間に入ったカーク船長の危機                         | The Tholian Web                                    | 64         |
| 65           | 65              | 35                   | 58                   | 10                   | キロナイドの魔力                                           | Plato's Stepchildren                               | 67         |
| 66           | 77              | 16                   | 16                   | 11                   | 惑星スカロスの高速人間                                     | Wink of an Eye                                     | 68         |
| 67           | 62              | 78                   | 78                   | 12                   | 恒星ミナラの生体実験                                       | The Empath                                         | 63         |
| 68           | 56              | 63                   | 67                   | 13                   | トロイアスの王女エラン                                     | Elaan of Troyius                                   | 57         |
| 69           | 69              | 70                   | 70                   | 14                   | 宇宙の精神病院 別邦題: 神が破壊せし者 別邦題: 謎の宇宙病院 | Whom Gods Destroy                                  | 71         |
| 70           | 68              | 54                   | 62                   | 15                   | 惑星セロンの対立                                           | Let That Be Your Last Battlefield                  | 70         |
| 71           | 70              | 71                   | 71                   | 16                   | 長寿惑星ギデオンの苦悩                                     | The Mark of Gideon                                 | 72         |
| 72           | 67              | 61                   | 65                   | 17                   | 無人惑星の謎                                               | That Which Survives                                | 69         |
| 73           | 71              | 72                   | 72                   | 18                   | 消滅惑星ゼータの攻撃                                       | The Lights of Zetar                                | 73         |
| 74           | 74              | 74                   | 74                   | 19                   | 6200歳の恋                                                 | Requiem for Methuselah                             | 76         |
| 75           | 73              | 73                   | 73                   | 20                   | 自由の惑星エデンを求めて                                   | The Way to Eden                                    | 75         |
| 76           | 72              | 76                   | 76                   | 21                   | 惑星アーダナのジーナイト作戦                               | The Cloud Minders                                  | 74         |
| 77           | 75              | 75                   | 75                   | 22                   | 未確認惑星の岩石人間                                       | The Savage Curtain                                 | 77         |
| 78           | 76              | 27                   | 27                   | 23                   | タイムマシンの危機                                         | All Our Yesterdays                                 | 78         |
| 79           | 78              | 79                   | 79                   | 24                   | 変身!カーク船長の危機                                      | Turnabout Intruder                                 | 79         |

## 受賞

### エミー賞
プライムタイムに放送される優れたテレビドラマ・バラエティ番組に贈られるプライムタイム・エミー賞に13回ノミネートされているが、いずれも受賞を逃している。
| 年（回）  | 部門                                                | 候補者                                                                                       | 候補作品                                     | 結果       |
| --------- | --------------------------------------------------- | -------------------------------------------------------------------------------------------- | -------------------------------------------- | ---------- |
| 1967 (19) | 個人業績賞美術監督・その他技巧部門 （特殊機械効果） | James Rugg                                                                                   | 『宇宙大作戦』                               | ノミネート |
| 1967 (19) | 個人業績賞撮影部門 （特殊撮影効果）                 | Linwood G. Dunn Joseph Westheimer Darrell A. Anderson                                        | 『宇宙大作戦』                               | ノミネート |
| 1967 (19) | 個人業績賞フィルム・音響編集部門                    | ダグ・グリンドスタッフ                                                                       | 『宇宙大作戦』                               | ノミネート |
| 1967 (19) | 作品賞ドラマ・シリーズ部門                          | ジーン・ロッデンベリー ジーン・L・クーン                                                     | 『宇宙大作戦』                               | ノミネート |
| 1967 (19) | 助演男優賞ドラマ・シリーズ部門                      | レナード・ニモイ                                                                             | 『宇宙大作戦』（スポック）                   | ノミネート |
| 1968 (20) | 撮影編集賞                                          | Donald R. Rode                                                                               | 第35話「宇宙の巨大怪獣」                     | ノミネート |
| 1968 (20) | 作品賞ドラマ・シリーズ部門                          | ジーン・ロッデンベリー                                                                       | 『宇宙大作戦』                               | ノミネート |
| 1968 (20) | 助演男優賞ドラマ・シリーズ部門                      | レナード・ニモイ                                                                             | 『宇宙大作戦』（スポック）                   | ノミネート |
| 1968 (20) | 個人業績賞特別部門                                  | The Westheimer Company                                                                       | 第38話「華麗なる変身」                       | ノミネート |
| 1969 (21) | 美術監督・舞台設計賞                                | ジョン・M・ドワイアー マット・ジェフリーズ                                                   | 第78話「タイムマシンの危機」                 | ノミネート |
| 1969 (21) | 撮影編集賞                                          | Donald R. Rode                                                                               | 第55話「宇宙からの使者 Mr.セブン」           | ノミネート |
| 1969 (21) | 助演男優賞                                          | レナード・ニモイ                                                                             | 『宇宙大作戦』（スポック）                   | ノミネート |
| 1969 (21) | 個人業績賞特別部門                                  | Howard A. Anderson Company The Westheimer Company Van der Veer Photo Effects Cinema Research | 第64話「異次元空間に入ったカーク船長の危機」 | ノミネート |

### ヒューゴー賞
最も歴史の古いSF・ファンタジー文学賞であるヒューゴー賞を2回受賞している。1968年の第14回では映像部門のノミネートがすべて本作で占められていた。
| 年（回）  | 部門     | 候補作品                           | 結果       |
| --------- | -------- | ---------------------------------- | ---------- |
| 1967 (13) | 映像部門 | 第4話「魔の宇宙病」                | ノミネート |
| 1967 (13) | 映像部門 | 第10話「謎の球体」                 | ノミネート |
| 1967 (13) | 映像部門 | 第11・12話「タロス星の幻怪人」     | 受賞       |
| 1968 (14) | 映像部門 | 第28話「危険な過去への旅」         | 受賞       |
| 1968 (14) | 映像部門 | 第30話「バルカン星人の秘密」       | ノミネート |
| 1968 (14) | 映像部門 | 第33話「イオン嵐の恐怖」           | ノミネート |
| 1968 (14) | 映像部門 | 第35話「宇宙の巨大怪獣」           | ノミネート |
| 1968 (14) | 映像部門 | 第44話「新種クアドトリティケール」 | ノミネート |

### サターン賞
サターン賞は優れたSF・ファンタジー・ホラー作品に贈られる賞であるが、賞自体の設立が新しいため、放送当時ではなく旧版DVDの発売時に受賞している。
| 年（回）  | 部門                                | 候補者 | 候補作品       | 結果 |
| --------- | ----------------------------------- | ------ | -------------- | ---- |
| 2004 (31) | Best Retro Television Series on DVD | -      | 『宇宙大作戦』 | 受賞 |

### TVランド賞
| 年（回） | 部門                                | 候補者                                    | 候補作品       | 備考                             | 結果       |
| -------- | ----------------------------------- | ----------------------------------------- | -------------- | -------------------------------- | ---------- |
| 2003 (1) | ポップカルチャー賞                  | -                                         | 『宇宙大作戦』 |                                  | 受賞       |
| 2006 (4) | Most Memorable Kiss                 | ウィリアム・シャトナー ニシェル・ニコルズ | 『宇宙大作戦』 | 白人と黒人のキスシーンに対して。 | ノミネート |
| 2007 (5) | TV Moment That Became Headline News | ウィリアム・シャトナー ニシェル・ニコルズ | 『宇宙大作戦』 | 白人と黒人のキスシーンに対して。 | ノミネート |
| 2008 (6) | Greatest Gadgets                    | -                                         | 『宇宙大作戦』 | トライコーダーに対して。         | ノミネート |

### テレビ批評家協会賞
| 年（回）  | 部門         | 候補作品       | 結果       |
| --------- | ------------ | -------------- | ---------- |
| 2009 (25) | ヘリテージ賞 | 『宇宙大作戦』 | ノミネート |
| 2012 (28) | ヘリテージ賞 | 『宇宙大作戦』 | ノミネート |
| 2013 (29) | ヘリテージ賞 | 『宇宙大作戦』 | ノミネート |
| 2014 (30) | ヘリテージ賞 | 『宇宙大作戦』 | ノミネート |
| 2015 (31) | ヘリテージ賞 | 『宇宙大作戦』 | ノミネート |
| 2016 (32) | ヘリテージ賞 | 『宇宙大作戦』 | ノミネート |
| 2020 (36) | ヘリテージ賞 | 『宇宙大作戦』 | 受賞       |

### 全米脚本家組合賞
東部全米脚本家組合と西部全米脚本家組合によって映画・テレビドラマ・ラジオに贈られる全米脚本家組合賞を1回受賞している。
| 年（回）  | 部門               | 候補者                                                | 候補作品                          | 結果       |
| --------- | ------------------ | ----------------------------------------------------- | --------------------------------- | ---------- |
| 1968 (20) | ドラマエピソード賞 | Boris Sobelman（脚本） ジーン・ロッデンベリー（原案） | 第21話「ベータ・スリーの独裁者」  | ノミネート |
| 1968 (20) | ドラマエピソード賞 | ハーラン・エリスン                                    | 第28話「危険な過去への旅」        | 受賞       |
| 1969 (21) | ドラマエピソード賞 | John T. Dugan                                         | 第49話「地底160キロのエネルギー」 | ノミネート |

## 備考

### アマチュアによるマイコンゲーム化
本作をコンピュータゲーム化した『スタートレック』がアマチュアらにより非公式ながら公開され、手軽に遊べる数少ないシミュレーションゲームとして日本でも1980年代初期まで人気を博した。ただし、本作は北海道や関西地域では度々再放送されるも、関東地方では本放送時、劇場版第1作の日本公開時、1980年代後半と3時期のみで、本作とゲームの関係性を希薄に感じる者も見られた。なお、UNIX自体がこのゲームのために企画し設計されたとも見聞されるが、『スペース・トラベル』にまつわるエピソードとの混同である。

### アメリカ横断ウルトラクイズ
メイナード・ファーガソンのカバーによる本作のテーマ曲が『アメリカ横断ウルトラクイズ』（日本テレビ、1977年 - 1998年）に使用された。そのため、日本のテレビ番組においては、本作のテーマ曲はアメリカ（特にニューヨーク）やクイズ番組を想起させるBGMとして用いられることが多い。同カバーバージョンはコナミの音楽アーケードゲーム「pop'n music」に「アメリカ/STAR TREK」という曲名で収録され、公式サイトには「アメリカを代表する壮大なスペースオペラが登場だよ！ クリンゴンに行きたいかー！」という両番組をパロディにした曲紹介がなされている。

### 30周年記念作品
『スタートレック』シリーズ生誕30周年を記念して制作された『スタートレック:ディープ・スペース・ナイン』（以下、DS9）第104話「伝説の時空へ」では、DS9の登場人物が本作の時代へタイムトラベルをする内容が描かれた。
このエピソードは当初、第46話「宇宙犯罪シンジケート」の続編が検討され、かつてU.S.S.エンタープライズが訪れたシグマ・イオシア2号星にシスコ達が再訪すると、イオシア人がカーク達を信奉しているという内容であった。最終的に第44話「新種クアドトリティケール」をベースとした内容に変更され、同話に登場したクリンゴン人スパイのアーン・ダーヴィンがカークに復讐するためタイムトラベルし、シスコ達がそれに巻き込まれるストーリーとなった。当時最新のCGとVFXを駆使することで、映像の中にDS9と本作の登場人物を共演させている。また、アーン・ダーヴィン役には当時と同じくチャーリー・ブリルが再登板している。
吹き替えではカーク、ウフーラ、スコットに当時と同じキャストを起用して台詞を新録している。なお、この時のキャストは後のデジタルリマスター版DVDの追加収録や、映画DVDのために新録された吹き替えでもほぼ踏襲されている。

### ファン制作による続編
本作は「5年間の調査飛行」を銘打ちながら3年で打ち切られたため、本作の4年目以降を描いたファン・フィクションがいくつか制作されている。

#### Star Trek: New Voyages

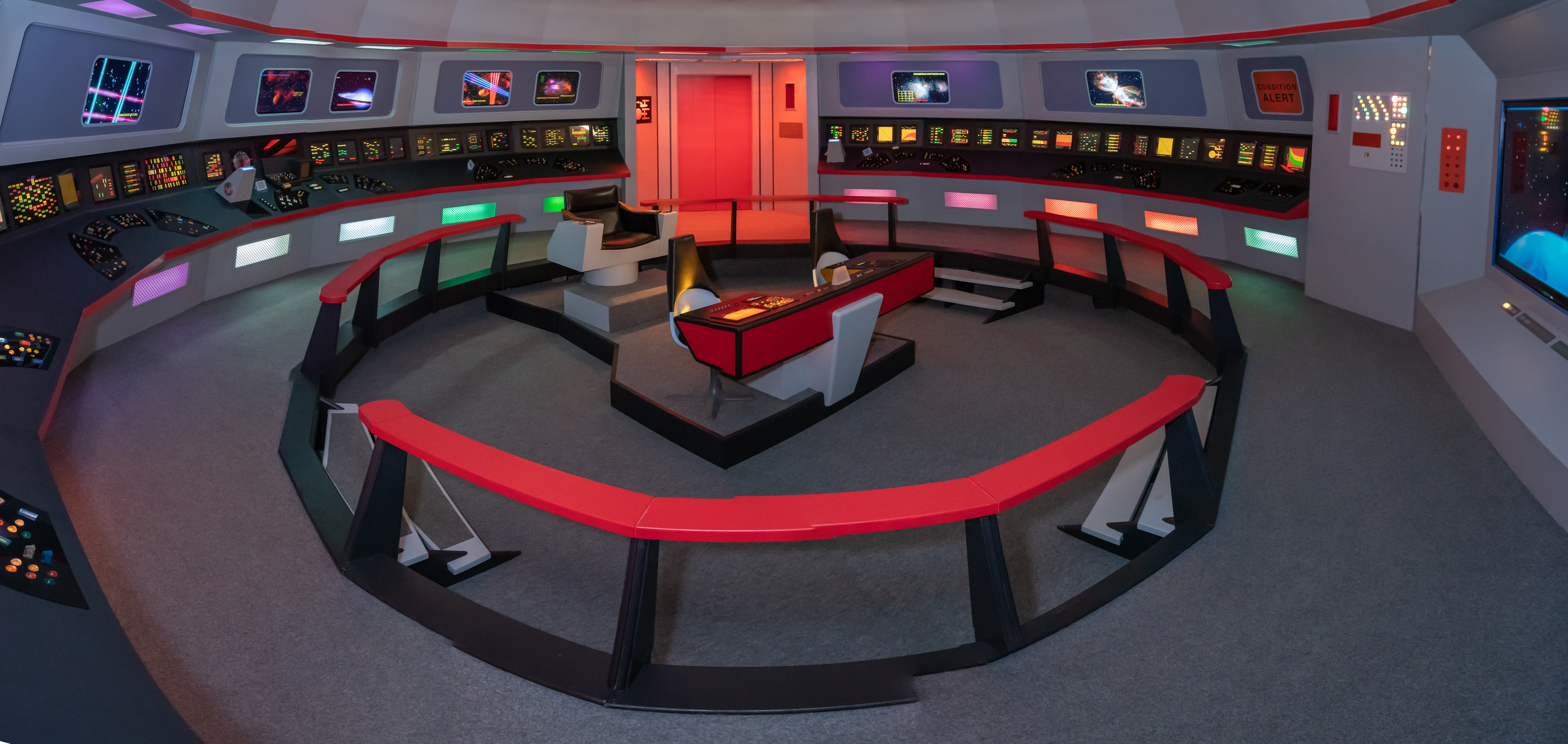
撮影用に復元された宇宙船U.S.S.エンタープライズ号のブリッジのセット。

"Star Trek: New Voyages"はジェームズ・コーリー制作のファンムービーで、2004年から2016年にかけてパイロット版1話と本編10話が制作された。第2話"To Serve All My Days"にはチェコフ役のケーニッグが、第3話"World Enough and Time"にはスールー役のタケイとランド役のホイットニーがそれぞれゲスト出演している。前者は本作の脚本家であるD・C・フォンタナが脚本を担当したほか、後者はファンムービーながらヒューゴー賞映像部門短編部門にノミネートされた。第4・5話"Blood and Fire"、第7話"The Child"、第8話"Kitumba"など、『新スタートレック』や『スタートレック:フェイズII』の未使用脚本を映像化した話もある。
制作終了後、撮影用に復元されたセットはCBSによってライセンスされ、現在はセット見学ツアーに用いられている。

#### Star Trek Continues

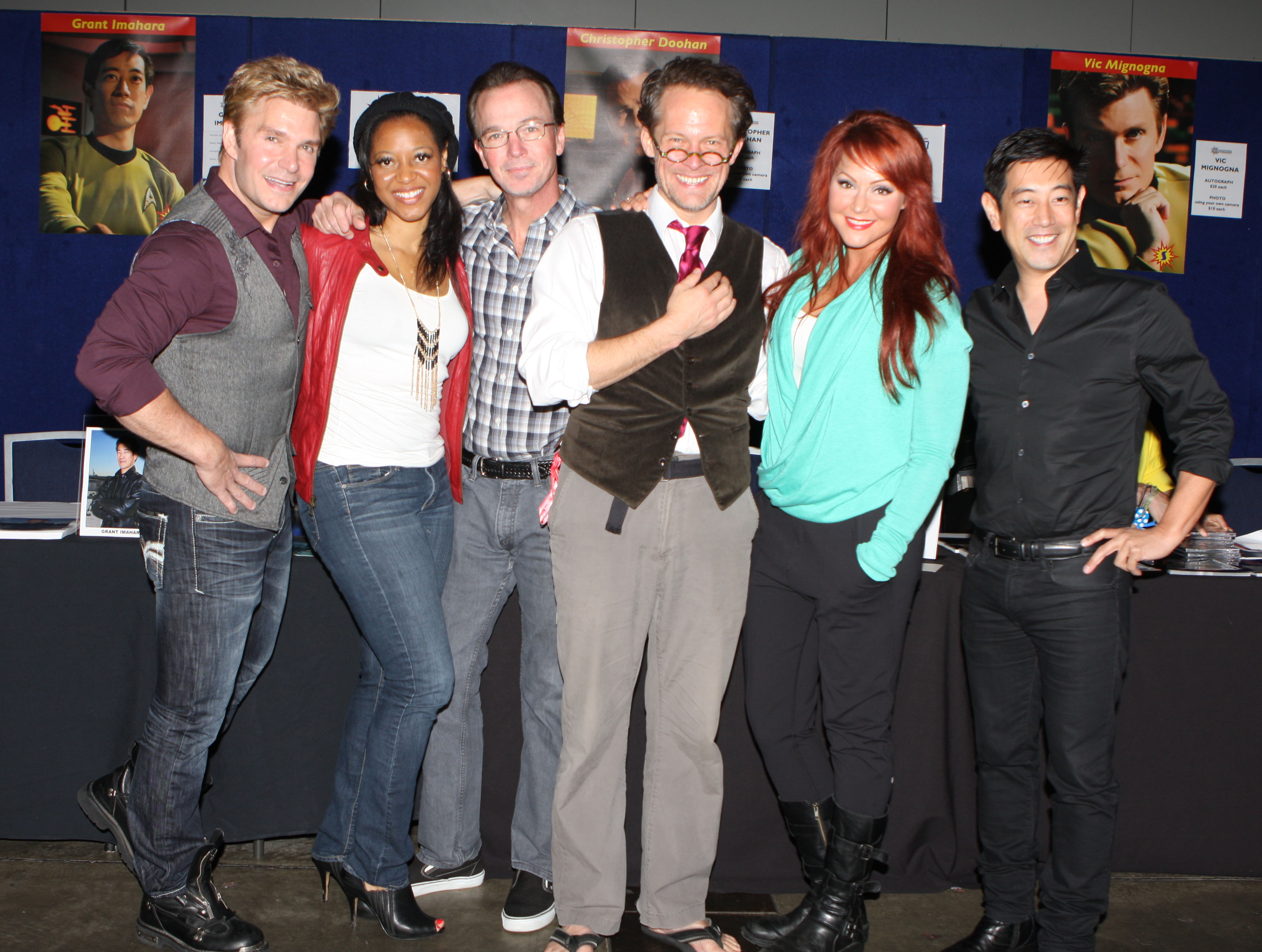
主な出演者たち（2014）:左からヴィック・ミニョーニャ、キム・スティンガー、クリス・ドゥーハン、チャック・フーバー、ミシェル・スペクト、グラント・イマハラ

"Star Trek Continues"はヴィック・ミニョーニャ制作のファンムービーで、2013年から2017年にかけて本編11話と短編3話が制作された。スコット役をドゥーハンの息子であるクリス・ドゥーハンが演じている。第1話"Pilgrim of Eternity"には本作の第31話「神との対決」でアポロ役を演じたマイケル・フォレストが当時と同じ役で再登場するなど、各話のその後を描く続編・外伝的な内容や、シリーズ俳優のゲスト出演も多々見られる。さらに『GALACTICA/ギャラクティカ』、『超人ハルク』、『ドクター・フー』など、他のSF作品の主演俳優がゲスト出演した話もある。
当時のセットや演出、カメラワークまでを忠実に再現していることで評価が高く、本作のファンとしても知られる俳優のトム・ハンクスは、「『宇宙大作戦』の新作を驚くほど素晴らしいプロダクション・バリューで制作する人達」を高く評価し、「それはまさに宇宙船U.S.S.エンタープライズ号のようだ」と述べた。また、ロッデンベリーとチャペル役のバレットの息子で、『スタートレック:ディスカバリー』以降の作品で制作総指揮を務めるロッド・ロッデンベリーは、「私の父ならこの作品を公認しただろうし、何らかの意味があり、深みがあり、私達を考えさせる物語を制作した人達を賞賛したはずだ」と述べている。